# 具仁會
具仁會（：／，1907年8月27日—1969年12月31日），韩国企业家，LG集团创始人。

## 生平
具仁会1907年8月27日出生于韩国庆尚南道晋阳郡智水面胜内里，是家中长子，下有五个弟弟。1920年，具仁会与金海许氏许乙寿结婚。次年，他在智水普通学校插读2年级，与三星集团创始人李秉喆是同班同学。1924年4月17日，他进入中央高等普通学校学习，但由于为他提供学费的岳父许万试去世，他上完两年后就弃学返回家乡。:129-131
1931年7月，具仁会和二弟具哲会一起在晋州市大安洞中央市场开了家“具仁会商店”做土布生意，一边创业一边资助弟弟们上学。不过具仁会商店的生意并不好。1945年，日本无条件投降后，具仁会在釜山创办了具仁会商会和朝鲜兴业社，但因时运不佳而濒临倒闭。他岳父的堂弟许万定以教其子许凖九经营为条资助他走出困境:129-132。1947年1月，具仁会创建了“乐喜化学工业社”（现LG化学），后又于1958年1月成立韩国首家电子工业会社“金星社”（现LG电子），1962年5月成立韩国电缆工业（现LS电缆），1967年成立湖南精油（现GS Caltex）。金星社是韩国首台电风扇、冰箱、电视、空调、洗衣机等众多家电的生产者:110，垄断着当时韩国的家电市场，被誉为“家电之王”:42。成立仅10年，金星社的销售额就突破了100亿韩圆大关，获得239倍的速度飞跃发展。具仁会的乐喜金星集团（现LG集团）也发展成为韩国化学、能源、电气、电子行业的龙头企业:110。
1969年12月31日，具仁会病逝，享壽62岁。之后，他的长子具滋暻接任他的LG集团会长职务:132。

## 家庭
- 妻子：许乙寿
  - 长子:具滋暻，LG集团第二任会长
  - 次子:具滋学，爱味弘（朝鲜语：아워홈）集团会长
  - 三子:具滋升，已故
  - 四子:具滋斗，LG风险投资集团会长
  - 五子:具滋日，日洋化学集团会长
  - 六子:具滋克，LG商事集团副会长
- 二弟：具哲会，与具仁会一同创业
- 三弟：具贞会，毕业于东京高等工业学校，后帮具仁会管理公司事务
- 四弟：具泰会，日本福冈高中毕业，后考入首尔大学，学习政治，毕业后从政，曾当选韩国第6-10界国会议员，LS电缆名誉会长。
- 五弟：具平会，首尔大学政治系毕业，1951年进入乐喜化学任理事
- 六弟：具斗会，高丽大学商学院毕业，后留学美国纽约大学，毕业后在韩国银行工作一段时间，后于1963年进入金星社，任常务理事。